# Tirreno-Adriatico 1973
Tirreno-Adriatico 1973 est la 8e édition de la course cycliste par étapes italienne Tirreno-Adriatico. L’épreuve se déroule sur cinq étapes, entre le 13 et le 17 mars 1973, sur un parcours final de 582 km. La deuxième étape est annulée en raison des mauvaises conditions météorologiques.
Le vainqueur de la course pour la deuxième année consécutive est le Belge Roger De Vlaeminck (Brooklyn).

## Classements des étapes
| Étape | Date    | Villes étapes                         | km    | Vainqueur d’étape  | Leader du classement général |
| ----- | ------- | ------------------------------------- | ----- | ------------------ | ---------------------------- |
| 1     | 13 mars | Ostia - Fiuggi                        | 169,0 | Marino Basso       | Marino Basso                 |
| 2     | 14 mars | Fiuggi - Pescasseroli                 | -     | Annulée            | Marino Basso                 |
| 3     | 15 mars | Castelvecchio - Tortoreto             | 125,0 | Pietro Guerra      | Marino Basso                 |
| 4a    | 16 mars | S.B del Tronto - Morrovalle           | 95,0  | Frans Verbeeck     | Roger De Vlaeminck           |
| 4b    | 16 mars | Morrovalle - Civitanova Marche        | 68,0  | Marino Basso       | Roger De Vlaeminck           |
| 5a    | 17 mars | Civitanova Marche - S.B del Tronto    | 107,0 | Roger De Vlaeminck | Roger De Vlaeminck           |
| 5b    | 17 mars | S.B del Tronto - S.B del Tronto (clm) | 18,0  | Roger Swerts       | Roger De Vlaeminck           |

## Classement général
|    | Cycliste           | Pays     | Équipe       | Temps            |
| -- | ------------------ | -------- | ------------ | ---------------- |
| 1  | Roger De Vlaeminck | Belgique | Brooklyn     | 14 h 26 min 12 s |
| 2  | Frans Verbeeck     | Belgique | Watney-Maes  | + 42 s           |
| 3  | Gösta Pettersson   | Suède    | Scic         | + 1 min 20 s     |
| 4  | Roger Swerts       | Belgique | Molteni      | + 1 min 25 s     |
| 5  | Davide Boifava     | Italie   | Magniflex    | + 1 min 37 s     |
| 6  | Ole Ritter         | Danemark | Bianchi      | + 1 min 40 s     |
| 7  | Pietro Guerra      | Italie   | Bianchi      | + 1 min 44 s     |
| 8  | Felice Gimondi     | Italie   | Bianchi      | + 1 min 44 s     |
| 9  | Francesco Moser    | Italie   | Filotex      | + 1 min 48 s     |
| 10 | Italo Zilioli      | Italie   | Dreher Forte | + 1 min 49 s     |